# Championnat du Kosovo d'échecs
Le championnat du Kosovo d'échecs est une compétition d'échecs organisée par la fédération kosovare des échecs. Il est organisé par la Fédération des échecs du Kosovo, qui a été créée en 1990 et qui a rejoint la FIDE en 2016. À l'exception d'une interruption en 1998, le tournoi a lieu chaque année depuis 1991.

## Vainqueurs
| Année | Vainqueur[1]          |
| ----- | --------------------- |
| 1991  | Alajdin Bejta         |
| 1992  | Armend Budima         |
| 1993  | Bajram Bujupi         |
| 1994  | Naim Sahitaj[2]       |
| 1995  | Halim Halimi          |
| 1996  | Hazis Koxha           |
| 1997  | Naim Sahitaj[2]       |
| 1999  | Ilirjan Jupa          |
| 2000  | Naim Sahitaj[2]       |
| 2001  | Naim Sahitaj          |
| 2002  | Murtez Hondozi        |
| 2003  | Sabahudin Kollari     |
| 2004  | Besnik Aliu           |
| 2005  | Përparim Makolli      |
| 2006  | Përparim Makolli      |
| 2007  | Ramadan Ajvazi        |
| 2008  | Bedri Sadiku          |
| 2009  | Naim Sahitaj[2]       |
| 2010  | Naim Sahitaj[2]       |
| 2011  | Naim Sahitaj[2]       |
| 2012  | Përparim Makolli      |
| 2013  | Nderim Saraçi[2]      |
| 2014  | Nderim Saraçi[3]      |
| 2015  | Nderim Saraçi[3]      |
| 2016  | Nderim Saraçi[3]      |
| 2017  | Nderim Saraçi[2]      |
| 2018  | Nderim Saraçi[3]      |
| 2019  | Nderim Saraçi[3]      |
| 2020  | Korab Saraci          |
| 2021  | Nderim Saraçi         |
| 2022  | Nderim Saraçi (en)[4] |
| 2023  | Nderim Saraçi[5]      |
| 2024  | Nderim Saraçi [6]     |

## Championnes
| Année | Championne                       |
| ----- | -------------------------------- |
| 2020  | Arlinda Aliu                     |
| 2021  | Ndriqona Saraçi                  |
| 2022  | Arlinda Aliu[7],[réf. souhaitée] |
| 2023  | Arlinda Aliu[5]                  |
| 2024  | Jona Recica [8]                  |